# Bistorta griersonii
Espèce
Statut de conservation UICN

 EN B2ab(iii) : En danger
Bistorta griersonii est une espèce de plantes à fleurs de la famille des Polygonacées endémique du Bhoutan.